# Gui V de Sévérac
Pour les articles homonymes, voir Sévérac.
 (mai 2012).
Si vous disposez d'ouvrages ou d'articles de référence ou si vous connaissez des sites web de qualité traitant du thème abordé ici, merci de compléter l'article en donnant les références utiles à sa vérifiabilité et en les liant à la section « Notes et références ».
Gui V de Sévérac ou de Caylus-Sévérac (vers 1210 – 1273, Terre sainte), seigneur de Sévérac, est un chevalier croisé du Rouergue.

## Biographie

### Sa famille
Il est le fils de Déodat de Caylus dit Déodat le Cathare (1185-1251), seigneur de Combret et Caylus, et de Irdoine de Sévérac (1185-1222), héritière de la première Maison de Sévérac et veuve du comte Guillaume de Rodez († 1208). Son père prend le nom et armes des Sévérac.
La baronnie de Séverac (Gévaudan) comprend la châtellenie du Recous, les paroisses d'Inos et de Saint-Georges, le bailliage de Lévejac, les paroisses de Dolan de Saint-Préjet et des Vignes, et une partie des paroisses de Banassac.

### Seigneur de Sévérac
Gui de Sévérac, seigneur de Sévérac, assiste en 1239 à l’hommage rendu par l'évêque de Carpentras au comte de Toul. Il rend lui-même hommage à l'évêque de Mende, le 3 mai 1244, pour les châteaux de Lévéjac, Dolan, ainsi que la forteresse dels Roces.
Gui est armé chevalier le 25 décembre 1244, dans une cour plénière que tient à Toulouse le comte Raymond VII de Toulouse, où il crée 200 chevaliers.
Il adresse au comte de Toulouse, en 1260, une plainte énergique dirigée contre Vivian, évêque de Rodez, qu'il accuse de divers griefs. Toute sa vie Séverac va lutter même contre l’évêque de Rodez pour retrouver ses droits et augmenter le nombre de ses châteaux et fiefs.

### La croisade
En 1270, avant de partir à la croisade, Gui IV accorde des allègements et des franchises d'impôts importants aux habitants de Sévérac. Sévérac n’assiste pas à la huitième croisade entreprise sous le pontificat de Clément IV en 1268 et terminée en 1270, comme l’écrivent à tort certaines sources. Selon les actes il part après fin 1270. Toutefois sa présence à la croisade est constatée par un titre original des Archives du royaume. Il meurt là-bas en 1273.
Gui V de Sévérac meurt en 1273 en se rendant à Jérusalem. Il a son nom et les armes de sa famille, qui figurent dans la quatrième des salles des Croisades du château de Versailles.